# ジェシカ・ロング
ジェシカ・タチアナ・ロング（Jessica Tatiana Long、1992年2月29日 - ）は、ロシア生まれでアメリカ合衆国に帰化したパラ水泳の選手である。障害クラスはS8、SB7、SM8である。多くの世界記録を持ち、パラリンピックに5回出場して29個のメダル（うち金メダル16個）を獲得した。世界選手権では50個以上のメダルを獲得している。

## 生涯
ロシア・ブラーツクで1992年2月29日に生まれた。出生時の名前はタチアナ・オレゴヴナ・キリロヴァ(Татьяна Олеговна Кириллова, Tatiana Olegovna Kirillova)だった。実母は18歳、実父は17歳だった。先天的に腓骨が欠損していた。母親により児童養護施設に預けられ、1歳1か月のときにアメリカのロング夫妻に養子に迎えられた。ロング夫妻が一緒に養子にした口唇口蓋裂の男児とともに、1993年3月にアメリカに向かった。下肢の異常のため、1歳6か月のときに下肢を切断し、義足で歩くことを覚えた。ロングは、体操、チアリーディング、スケート、サイクリング、竹馬、ロッククライミングなど、多くのスポーツに参加してきた。祖父母の家のプールで水泳のトレーニングを始め、2002年からチームのトレーニングを開始した。その翌年には、メリーランド州の2003年障害者スイマー・オブ・ザ・イヤーに選ばれた。
2004年のパラリンピックで、ジェシカ・ロングは12歳で初めて国際舞台に立った。アメリカのパラリンピック水泳チームの最年少選手として、ロングは3つの金メダルを獲得した。2008年のパラリンピックでは、金メダル4個を含む6個のメダルを獲得し、さらに3つの世界新記録を樹立するなど、卓越した能力を発揮した。
ロングは2006年に18の世界記録を更新した。2006年に開催された世界パラ水泳選手権大会では、9種目で9個の金メダルを獲得し、5つの世界記録を樹立した。2007年、ロングはパラリンピック選手として初めて、アメリカのトップアマチュア選手に贈られるジェームスサリバン賞を受賞した。